# Leksem
Leksem, wyraz słownikowy – wyraz rozumiany jako abstrakcyjna jednostka systemu słownikowego języka. Leksem niesie ze sobą określone znaczenie leksykalne (rzeczowe) oraz zasób funkcji gramatycznych wyrażanych przy użyciu form wyrazowych, które reprezentują leksem w tekście. Przykładowo wyrazy czytać, czytam, czytali, przeczytasz są formami tego samego leksemu. W słownikach z reguły nie podaje się dużej liczby form wyrazowych, lecz jedynie leksem w postaci podstawowej. Pokrewnym pojęciem jest lemma, czyli kanoniczna, podstawowa forma leksemu, która jest tradycyjnie wykorzystywana w słownikach (forma słownikowa). Lemma może być reprezentowana przez jeden wyraz tekstowy.
Wskutek derywacji z danego leksemu mogą powstawać kolejne leksemy; wyrazy pochodne są rozpatrywane jako odrębne leksemy, mimo że mają wspólny rdzeń. Czasem leksem pokrywa się z pojedynczym wyrazem, np. wczoraj, miło (wyrazy nieodmienne).
Pojęcie to dotyczy również informatyki (języki programowania), gdzie leksem to podstawowa jednostka leksykalna, na jaką jest dzielony tekst kodu źródłowego. Odnosi się zarówno do kompilatorów, jak i interpreterów.